# Paul Sandby
Paul Sandby (né en 1725, à Nottingham - mort le 9 novembre 1809 à Londres) est un aquarelliste et graveur anglais ayant surtout peint des paysages.

## Biographie
Né à Nottingham en 1725, Sandby part pour Londres en 1746 et commence une série d'estampes, principalement à l'eau-forte et à l'aquatinte. Topographe de formation, il s'est ensuite tourné vers l'aquarelle.
En 1753, il compose une gravure satirique qui se moque de l'essai L'Analyse de la beauté de William Hogarth
Il a été un des membres fondateurs de la Royal Academy en 1768. Il est le frère de l'architecte Thomas Sandby.